# Neomicrocalamus prainii
Neomicrocalamus prainii är en gräsart som först beskrevs av James Sykes Gamble, och fick sitt nu gällande namn av Keng f. Neomicrocalamus prainii ingår i släktet Neomicrocalamus och familjen gräs. Inga underarter finns listade i Catalogue of Life.